# Matagalpa Indijanci
Matagalpa, skupina indijanskih plemena i njihovih jezika, nastanjenih nas područjim srednjoameričkih država Honduras, Nikaragva i Salvador. Po glavnom plemenu Matagalpa cijela je skupina dobila ime, a jezično čine jednu od 3 glavnih skupina porodice Misuluan. predstavnici su: 1. Cacaopera (u salvadorskom departmanu Mozarán), 2. Chato, 3. Dule, 4. Jinotega (30,000 1993. godine; nikaragvanski deparetman Jinotega. Naziv Jinotega označava jezik, etničku grupu, departman i municipij), 5. Matagalpa (nikaragvanski departman Matagalpa, 6. Pantasma.